# Tsjechië op de Olympische Jeugdwinterspelen 2012
Tsjechië was een van de landen die deelnam aan de Olympische Jeugdwinterspelen 2012 in Innsbruck, Oostenrijk.

## Medailleoverzicht
| Sport              | Olympiër         | Onderdeel       | Medaille |
| ------------------ | ---------------- | --------------- | -------- |
| Noordse combinatie | Tomas Portyk     | individueel (m) | Goud     |
| Freestyleskiën     | Veronika Camkova | skicross (v)    | Zilver   |

## Deelnemers en resultaten
(m) = mannen, (v) = vrouwen 

### Alpineskiën
De vier deelnemers die aan het alpineskiën deelnemen nemen eveneens aan het freestyleskiën deel.
| Olympiër            | Onderdeel           | Resultaat | Prestatie                        |
| ------------------- | ------------------- | --------- | -------------------------------- |
| Martin Stepan       | super g (m)         | 14        | 1.06,24 (+1,79)                  |
| Martin Stepan       | supercombinatie (m) | 13e       | 1.44,12 (+3,67) (1.06,04, 38,08) |
| Martin Stepan       | reuzenslalom (m)    | 22e       | 2.00,27 (+8,57) (1.01,25, 59,02) |
| Martin Stepan       | slalom (m)          | 19e       | 1.24,98 (+6,62) (44,12, 40.86)   |
|                     |                     |           |                                  |
| Dominika Drozdikova | super g (v)         | 18e       | 1.08,47 (+2,69)                  |
| Dominika Drozdikova | supercombinatie (v) | -         | - (-) (1.08,30, DNF)             |
| Dominika Drozdikova | reuzenslalom (v)    | 16e       | 2.00,81 (+4,68) (59,97, 1.00,84) |
| Dominika Drozdikova | slalom (v)          | 10e       | 1.26,38 (+6,62) (45,79, 40,59)   |

### Biatlon
| Olympiër                                                 | Onderdeel                 | Resultaat | Prestatie                                                                                            |
| -------------------------------------------------------- | ------------------------- | --------- | --- |
| Ondrej Hosek                                             | 7,5 km sprint (m)         | 23e       | 21.55,5 (+2.33,8) pen.: 3 (2+1)                                                                      |
| Ondrej Hosek                                             | 10 km achtervolging (m)   | 22e       | +4.26,5 pen.: 7 (3+0+1+3)                                                                            |
| Adam Vaclavik                                            | 7,5 km sprint (m)         | 8e        | 20.32,5 (+1.10,8) pen.: 1 (0+1)                                                                      |
| Adam Vaclavik                                            | 10 km achtervolging (m)   | 12e       | +2.24,1 pen.: 8 (0+2+2+4)                                                                            |
|                                                          |                           |           | |
| Erika Jislova                                            | 6 km sprint (v)           | 16e       | 19.18,4 (+1.50,7) pen.: 1 (1+0)                                                                      |
| Erika Jislova                                            | 7,5 km achtervolging (v)  | 28e       | +8.03,4 pen.:7 (1+2+1+3)                                                                             |
| Jessica Jislova                                          | 6 km sprint (v)           | 6e        | 18.19,5 (+51,8) pen.: 0 (0+0)                                                                        |
| Jessica Jislova                                          | 7,5 km achtervolging (v)  | 7e        | +3.08,9 pen.:2 (0+0+2+0)                                                                             |
| Erika Jislova Jessica Jislova Adam Vaclavik Ondrej Hosek | gemengde estafette        | 7e        | 1:17.11,5 (+6.04,7) (0+7 1+8) 18.56,7 (0+3 0+2) 17.41,7 (0+0 0+2) 19.48,8 (0+1 1+3) 20.44,3(0+3 0+1) |
| Jessica Jislova Petra Hyncicova Adam Vaclavik Petr Knop  | biatlon/langlaufestafette | 12e       | 1:07.34,5 (3+8) 20.31,5 (0+0 1+3) 11.16,3 23.28,4 (0+2 2+3) 12.18,3                                  |

### Curling
| Olympiër                                                           | Onderdeel      | Resultaat   | Prestatie |
| ------------------------------------------------------------------ | -------------- | ----------- | --- |
| Marek Cernovsky Alzbeta Baudysova Zuzana Hruzova Krystof Krupansky | gemengd team   | 6e          | Voorronde: blauwe groep 6-03 Zuid-Korea 9-04 Estland 8-05 Noorwegen 5-06 China 1-11 Verenigde Staten 6-04 Nieuw-Zeeland 4-08 Zwitserland Kwartfinale 6-7 Canada |
|                                                                    |                |             | |
| Marek Cernovsky + GBR Rachel Hannen                                | dubbeltoernooi | 1/16 finale | 1/32F: 8-5 ITA Denise Pimpini + NZL David Weyer 1/16F: 1-7 RUS Anastasia Moskaleva + JPN Tsukasa Horigome                                                       |
| Krystof Krupansky + KOR Kang Sueyeon                               | dubbeltoernooi | 1/16 finale | 1/32F: 10-5 ITA Arianna Losano + GER Daniel Rothballer 1/16F: 4-7 CAN Corryn Brown + AUT Martin Reichel                                                         |
| Alzbeta Baudysova + CHN Bai Yang                                   | dubbeltoernooi | 1/32 finale | 1/32F: 9-10 AUT Irena Brettbacher + ITA Amos Mosaner |
| Zuzana Hruzova + RUS Mikhail Vaskov                                | dubbeltoernooi | kwartfinale | 1/32F: 10-3 EST Marie Turmann + ITA Alessandro Zoppi 1/316F: 6-5 NZL Kelsi Heath + CAN Thomas Scoffin KF: 3-8 GER Nicole Muskatewitz + SUI Michael Brunner      |

### Freestyleskiën
De twee deelnemers die aan het freestyleskiën deelnemen nemen eveneens aan het alpineskiën deel.
| Olympiër         | Onderdeel     | Resultaat | Prestatie |
| ---------------- | ------------- | --------- | --------- |
| Václav Klemš     | ski-cross (m) | 15e       | 59,61     |
|                  |               |           |           |
| Veronika Čamková | ski-cross (v) | Zilver    | 58,63     |

### Kunstrijden
| Olympiër                                                                             | Onderdeel           | Resultaat | Prestatie                                         |
| ------------------------------------------------------------------------------------ | ------------------- | --------- | ------------------------------------------------- |
| Jana Cejkova Alexandr Sinicyn                                                        | ijsdansen           | 7e        | 92.72 [kk: 37.38 (8), vk: 55.34 (7)]              |
|                                                                                      |                     |           |                                                   |
| Team 3 FRA Anais Ventard ITA Carlo Vittorio Palermo Jana Cejkova / Aleksandr Sinicyn | gemengd landen team | 8e        | 11 pnt. (206.52) 05 (76.09) 02 (75.71) 04 (54.72) |

### Langlaufen
| Olympiër                                                | Onderdeel                 | Resultaat | Prestatie                                                           |
| ------------------------------------------------------- | ------------------------- | --------- | ------------------------------------------------------------------- |
| Petr Knop                                               | 10 km klassiek (m)        | 9e        | 30.44,8 (+1.16,0)                                                   |
| Petr Knop                                               | sprint (m)                | 16e       | kwartfinale                                                         |
|                                                         |                           |           |                                                                     |
| Petra Hyncicova                                         | 5 km klassiek (v)         | 30e       | 17.38,6 (+3.20,6)                                                   |
| Petra Hyncicova                                         | sprint (v)                | 10e       | halve finale                                                        |
|                                                         |                           |           |                                                                     |
| Jessica Jislova Petra Hyncicova Adam Vaclavik Petr Knop | biatlon/langlaufestafette | 12e       | 1:07.34,5 (3+8) 20.31,5 (0+0 1+3) 11.16,3 23.28,4 (0+2 2+3) 12.18,3 |

### Noordse combinatie
| Olympiër     | Onderdeel     | Resultaat | Prestatie                                                        |
| ------------ | ------------- | --------- | ---------------------------------------------------------------- |
| Tomas Portyk | Gundersen (m) | Goud      | schansspringen: 75,0 m - 129,8 p. (5e +0.31) langlaufen: 26.31,4 |

### Rodelen
| Olympiër         | Onderdeel | Resultaat | Prestatie                          |
| ---------------- | --------- | --------- | ---------------------------------- |
| Vendula Kotenova | enkel (v) | 10e       | 1.21,666 (+1,469) (40,809; 40,857) |

### Schaatsen
| Olympiër          | Onderdeel | Resultaat | Prestatie                      |
| ----------------- | --------- | --------- | ------------------------------ |
| Nikola Zdráhalová | 500 m (v) | 8e        | 89,83 (+ 8,15) [44,97 + 44,86] |

### Schansspringen
| Olympiër                                                    | Onderdeel                                        | Resultaat | Prestatie                                                            |
| ----------------------------------------------------------- | ------------------------------------------------ | --------- | -------------------------------------------------------------------- |
| Tomas Friedrich                                             | individueel (m)                                  | 6e        | 246,4 ptn. (74,0 m en 70,5 m)                                        |
|                                                             |                                                  |           |                                                                      |
| Natalia Dejmková                                            | individueel (v)                                  | 6e        | 196,3 ptn. (64,5 m en 63,5 m)                                        |
|                                                             |                                                  |           |                                                                      |
| Team Tsjechië Natalia Dejmková Tomas Portyk Tomas Friedrich | gemengd team noordse combinatie / schansspringen | 8e        | 239,3 + 298,2 = 537,5 pnt. 053,0 + 046,5 089,8 + 125,5 096,5 + 126,2 |

### Shorttrack
| Olympiër                                                              | Onderdeel                | Resultaat | Prestatie                                                                        |
| --------------------------------------------------------------------- | ------------------------ | --------- | -------------------------------------------------------------------------------- |
| Michal Prokop                                                         | 500 m (m)                | 14e       | F (D): niet verreden; enige gekwalificeerde HF (C/D2): 1.48,148 KF (1): 1.03,050 |
| Michal Prokop                                                         | 1000 m (m)               | 13e       | F (D): 1.36,324 HF (C/D1): 1.38,044 KF (3): 1.36,489                             |
|                                                                       |                          |           |                                                                                  |
| Team H Michal Prokop RUS Anna Gamorina NED Aafke Soet KOR Lim Hyo-jun | gemengde landenestafette | 07e       | F (A): - HF (1): 4.26,027                                                        |

### Snowboarden
| Olympiër          | Onderdeel      | Resultaat | Prestatie                                            |
| ----------------- | -------------- | --------- | ---------------------------------------------------- |
| Ondrej Porkert    | halfpipe (m)   | 21e       | Serie: 11e (47.50)                                   |
| Ondrej Porkert    | slopestyle (m) | 8e        | Finale: 8e (75.50) Serie: 6e (69.50) Q               |
|                   |                |           |                                                      |
| Diana Augustinova | halfpipe (v)   | 9e        | Halve finale: 6e (47.75) Kwalificatie: 9e (43.25) QS |
| Diana Augustinova | slopestyle (v) | 12e       | Kwalificatie: 12e (48.50)                            |